# 高桥镇 (桃江县)
高桥镇，原为高桥乡，是中华人民共和国湖南省益阳市桃江县下辖的一个乡镇级行政单位。2018年撤乡设镇。区划代码改为430922113。

## 行政区划
高桥镇下辖以下地区：
横马塘村、石头坪村、石井头村、赵家山村、松柏村、龙潭桥村、罗溪村、高桥村、荷叶塘村、小山湾村、千秋村和大林村。